# East Cleveland (Tennessee)
East Cleveland es un lugar designado por el censo ubicado en el condado de Bradley en el estado estadounidense de Tennessee. En el Censo de 2010 tenía una población de 1.608 habitantes y una densidad poblacional de 490,02 personas por km².

## Geografía
East Cleveland se encuentra ubicado en las coordenadas 35°9′10″N 84°51′15″O / 35.15278, -84.85417. Según la Oficina del Censo de los Estados Unidos, East Cleveland tiene una superficie total de 3.28 km², de la cual 3.28 km² corresponden a tierra firme y (0%) 0 km² es agua.

## Demografía
Según el censo de 2010, había 1.608 personas residiendo en East Cleveland. La densidad de población era de 490,02 hab./km². De los 1.608 habitantes, East Cleveland estaba compuesto por el 89.05% blancos, el 6.22% eran afroamericanos, el 0.62% eran amerindios, el 0.25% eran asiáticos, el 0% eran isleños del Pacífico, el 2.05% eran de otras razas y el 1.8% pertenecían a dos o más razas. Del total de la población el 3.86% eran hispanos o latinos de cualquier raza.